# Aclis rhyssa
Aclis rhyssa är en snäckart som beskrevs av Dall 1927. Aclis rhyssa ingår i släktet Aclis och familjen Aclididae. Inga underarter finns listade i Catalogue of Life.